# Байрон (Нью-Йорк)
Байрон (англ. Byron) — місто (англ. town) в США, в окрузі Дженесі штату Нью-Йорк. Населення — 2302 особи (2020).

## Демографія
Згідно з переписом 2010 року, у місті мешкало 2369 осіб у 917 домогосподарствах у складі 662 родин. Було 966 помешкань
Расовий склад населення:
| - 94,4 % — білих - 0,4 % — корінних американців - 0,4 % — чорних або афроамериканців - 0,3 % — азіатів - 2,7 % — осіб інших рас |

До двох чи більше рас належало 1,7 %. Частка іспаномовних становила 4,9 % від усіх жителів.
За віковим діапазоном населення розподілялося таким чином: 22,6 % — особи молодші 18 років, 64,4 % — особи у віці 18—64 років, 13,0 % — особи у віці 65 років та старші. Медіана віку мешканця становила 41,5 року. На 100 осіб жіночої статі у місті припадало 104,6 чоловіків;  на 100 жінок у віці від 18 років та старших — 104,3 чоловіків також старших 18 років.
Середній дохід на одне домашнє господарство  становив 77 568 доларів США (медіана — 65 282), а середній дохід на одну сім'ю — 89 562 долари (медіана — 73 902). Медіана доходів становила 46 719 доларів для чоловіків та 32 880 доларів для жінок. За межею бідності перебувало 10,1 % осіб, у тому числі 25,2 % дітей у віці до 18 років та 9,0 % осіб у віці 65 років та старших.
Цивільне працевлаштоване населення становило 1139 осіб. Основні галузі зайнятості: освіта, охорона здоров'я та соціальна допомога — 23,1 %, виробництво — 16,9 %, роздрібна торгівля — 14,3 %.